# Хегай, Лариса Олеговна
Лари́са Оле́говна Хега́й ― российский бурятский музыкант, Заслуженная артистка Республики Бурятия (2001), Народная артистка Республики Бурятия (2007),  концертмейстер-аккомпаниатор музыкального лектория Бурятской государственной филармонии.

## Биография
Родилась 8 августа 1957 года в городе Улан-Удэ, Бурятская АССР, РСФСР.  Её отец ― скрипач, заслуженный артист Бурятской АССР Олег Виссарионович Хегай, внёсший огромный вклад в становлении бурятской профессиональной музыки. 
Ларисы вместе с сестрой Людмилой с детства учились игре на фортепиано. Окончив Детскую музыкальную школу № 1 в Улан-Удэ, в 1971 году Лариса Хегай начала свою трудовую деятельность концертмейстером Детской музыкальной школы № 5. При помощи своего отца она постигала тайны ремесла этой сложной профессии — концертмейстера-аккомпаниатора. Обладая прекрасными природными данными: отличным чувством ритма, хорошим слухом, чувством музыкальной формы, стиля исполняемых произведений, Лариса Хегай быстро освоилась в своей профессии, ежегодно подготавливая множество экзаменационных, концертных программ с учащимися музыкальной школы.
В 1976 году окончила фортепианное отделение Улан-Удэнского музыкального училища имени П. И. Чайковского. В 1984 году заочно окончила Дальневосточный педагогический институт искусств.
Работала в оперной труппе Бурятского государственного театра оперы и балета, где разучивала и оттачивала с вокалистами партии оперных спектаклей русской и зарубежной классики, а также национальных опер.
В 1993 году Лариса Хегай перешла на работу концертмейстером-аккомпаниатором музыкального лектория Бурятской государственной филармонии. Здесь она занимается музыкально-эстетическое воспитанием детей и юношества, пропагандой лучших образцов музыкальной классики. Хегай вместе С артистами лектория выступала перед воспитанниками детских садов, учащимися общеобразовательных школ, гимназий, студентами ВУЗов. За многие годы работы в филармонии Лариса Хегай исполняла партии фортепианного сопровождения в лекциях-концертах «Маленькие истории большой любви», «Пушкин в музыке», «Блок и музыка», «Я помню чудное мгновенье», «Расскажи мне, музыка, сказку», «Из чего сделана музыка», «Волшебные нотки» и др. Особое внимание в работе с детьми Хегай уделяла пропаганде музыки композиторов Бурятии — «Творчество Б. Ямпилова, Ю. Ирдынеева, В. Усовича», «Пою мою Республику», «Композиторы Бурятии — детям», «Песни родного края».
Выступала с концертами во многих районах Бурятия, в Чите, Петровск-Забайкальском, Иркутске, Ангарске, Байкальске, Шелехове, Усолье-Сибирском, в Агинском и Усть-Ордынском округах. 
Хегай подготовила и вынесла на суд слушателей разнообразные концертные программы: «И. С. Бах и его время», «Души прекрасные порывы», «Люби, пока дано любить», «Романсы П. И. Чайковского», «Этот букет хризантем», «Минувших дней очарованье». В этих программах участвовали солисты Бурятской филармонии Заслуженная артистка России Софьей Данзанэ, Народные артистками Бурятии Дулма Пурбуева, Сэсэгма Санданова, Заслуженная артистка Бурятии Татьяна Пастухова.
Немалая заслуга концертмейстера в том, что Народная артистка Бурятии Санданова стала Дипломантом Международного конкурса вокалистов имени Б. Шарава, Международного конкурса вокалистов имени Г. Дарамзагда (Монголия), готовившая свою программу и выступавшая в конкурсном прослушивании с Ларисой Хегай.
Также с успехом выступала в концертах с Народным артистом России Вячеславом Бальжинимаевым, Заслуженными артистами России Суреной Дашицыреновой, Григорием Багадаевым, Дамбой Зандановым, Батором Будаевым. 
Работая в театре оперы и балета и филармонии, она продолжала вести уроки фортепиано в детских музыкальных школах № 5, 3, 7 города Улан-Удэ. Многие ее ученики продолжили дальнейшее образование в Улан-Удэнском музыкальном колледже и консерваториях страны. Является концертмейстером класса бурятских народных инструментов ДШИ № 8, 1 имени Лхасарана Линховоина. Готовит с учащимися программы для концертных выступлений, аккомпанирует учащимся школ искусств  на международных, региональных, республиканских конкурсах — «Найдал», «Байкальская осень», «На крыльях таланта», «Звездочки надежды», «Зимняя соната». Среди ее учеников было немало лауреатов и дипломантов этих конкурсов.
За большой вклад в развитие профессионального музыкального искусства в республике и успешную педагогическую работу Лариса Олеговна Хегай удостоена почётных званий «Заслуженная артистка Республики Бурятия» в 2001 и «Народная артистка Республики Бурятия» в 2007 году.